# Ansgar Rau
Ansgar Rau (* 15. November 1959 in Bonn) ist ein deutscher Hörfunkjournalist.

## Leben
Rau studierte von 1980 bis 1986 Anglistik und Geschichte an der Albert-Ludwigs-Universität Freiburg. 1986/87 arbeitete er bei der Badischen Zeitung und als Moderator bei den Privatsendern Radio Südtirol 1 (ehem. Radio Brenner), Radio Nürnberg 1 und Radio Würzburg 1. 1989 hatte er eine Hospitanz bei SWF3 und ging dann als freier Journalist nach Freiburg zum Landesstudio des SWF. 1998 verließ Ansgar Rau SWF3 und wechselte als Redaktionsleiter zu SWR1 Rheinland-Pfalz. Er baute dort bis Ende 2001 den neuen Landessender des SWR mit auf, der aus der Fusion von SWF und SDR entstanden war. 2002 wechselte Ansgar Rau zum WDR nach Köln. Dort war er zuerst Redaktionsleiter bei WDR 2, dann wurde er Leiter des WDR-Radiobetriebs. Seit Januar 2022 ist er Abteilungsleiter der crossmedialen Digitalen Medienproduktion.